# 투발루의 섬 목록
투발루는 9개 섬으로 나뉘며 이 중 6개는 환초(산호섬)이다. 투발루에서 가장 작은 섬은 니울라키타섬으로, 1949년 니우타오섬에서 분리되었다.
- 푸나푸티 환초(Funafuti)
- 나누메아 환초(Nanumea)
- 누이 환초(Nui)
- 누쿠페타우 환초(Nukufetau)
- 누쿨라엘라에 환초(Nukulaelae)
- 바이투푸섬(Vaitupu)
- 나누망가섬(Nanumanga)
- 니울라키타섬(Niulakita)
- 니우타오섬(Niutao)

## 같이 보기
- ISO 3166-2:TV